# Thecla nipona
Thecla nipona är en fjärilsart som beskrevs av William Chapman Hewitson 1877. Thecla nipona ingår i släktet Thecla och familjen juvelvingar. Inga underarter finns listade i Catalogue of Life.